# 名願斗哉
名願 斗哉（みょうがん とうや、2004年6月29日 - ）は、大阪府堺市北区出身のプロサッカー選手。Jリーグ・川崎フロンターレ所属。ポジションはミッドフィールダー（MF）。
品川CC横浜に所属する名願央希は実兄。

## 略歴
中学時代はガンバ大阪のアカデミーに所属していた。履正社高校在籍中の2022年9月7日、2023年シーズンからの川崎フロンターレ加入内定が発表された。冬の高校サッカー選手権大会では自身の所属するチームは3回戦で敗退したが、自身は大会優秀選手の1人に選ばれている。
2023年より履正社高校から川崎フロンターレに入団。3月8日、ルヴァンカップ・グループステージの清水エスパルス戦でプロデビューを飾った。
2023年12月28日、ベガルタ仙台へ育成型期限付き移籍。
2024年12月23日、育成型期限付き移籍 期間延長を発表した。2025年3月23日、J2第6節のジュビロ磐田戦でプロ初ゴールを決めた。
2025年8月20日、仙台との育成型期限付き移籍契約を解除し、川崎への復帰を発表。

## 所属クラブ
- SSクリエイト（堺市立五箇荘小学校）
- ガンバ大阪ジュニアユース（堺市立五箇荘中学校）
- 履正社高校
- 2023年 -  川崎フロンターレ
  - 2024年 - 2025年8月  ベガルタ仙台（期限付き移籍）

## 個人成績
| 国内大会個人成績 | 国内大会個人成績 | 国内大会個人成績 | 国内大会個人成績 | 国内大会個人成績 | 国内大会個人成績 | 国内大会個人成績 | 国内大会個人成績 | 国内大会個人成績 | 国内大会個人成績 | 国内大会個人成績 | 国内大会個人成績 |
| 年度             | クラブ           | 背番号           | リーグ           | リーグ戦         | リーグ戦         | リーグ杯         | リーグ杯         | オープン杯       | オープン杯       | 期間通算         | 期間通算         |
| 年度             | クラブ           | 背番号           | リーグ           | 出場             | 得点             | 出場             | 得点             | 出場             | 得点             | 出場             | 得点             |
| 日本             | 日本             | 日本             | 日本             | リーグ戦         | リーグ戦         | リーグ杯         | リーグ杯         | 天皇杯           | 天皇杯           | 期間通算         | 期間通算         |
| ---------------- | ---------------- | ---------------- | ---------------- | ---------------- | ---------------- | ---------------- | ---------------- | ---------------- | ---------------- | ---------------- | ---------------- |
| 2023             | 川崎             | 24               | J1               | 0                | 0                | 1                | 0                | 1                | 0                | 2                | 0                |
| 2024             | 仙台             | 24               | J2               | 16               | 0                | 1                | 0                | 1                | 0                | 18               | 0                |
| 2025             | 仙台             | 24               | J2               |                  |                  |                  |                  |                  |                  |                  |                  |
| 通算             | 日本             | 日本             | J1               | 0                | 0                | 1                | 0                | 1                | 0                | 2                | 0                |
| 通算             | 日本             | 日本             | J2               | 16               | 0                | 1                | 0                | 1                | 0                | 18               | 0                |
| 総通算           | 総通算           | 総通算           | 総通算           | 16               | 0                | 2                | 0                | 2                | 0                | 20               | 0                |

| 国際大会個人成績 | 国際大会個人成績 | 国際大会個人成績 | 国際大会個人成績 | 国際大会個人成績 |
| 年度             | クラブ           | 背番号           | 出場             | 得点             |
| AFC              | AFC              | AFC              | ACL              | ACL              |
| ---------------- | ---------------- | ---------------- | ---------------- | ---------------- |
| 2023-24          | 川崎             | 24               | 1                | 0                |
| 通算             | AFC              | AFC              | 1                | 0                |

- 公式戦初出場 - 2023年3月8日 ルヴァンカップGS第1節 vs清水エスパルス（IAIスタジアム日本平）
- Jリーグ初出場 - 2024年3月16日 J2第4節 vsブラウブリッツ秋田（ソユースタジアム）
- Jリーグ初得点 - 2025年3月23日 J2第6節 vsジュビロ磐田（キューアンドエースタジアムみやぎ）

## タイトル

### クラブ
ガンバ大阪ジュニアユース
- 高円宮杯 JFA 全日本U-15サッカー選手権大会：1回（2019年）[8]

川崎フロンターレ
- 天皇杯 JFA 全日本サッカー選手権大会：1回（2023年）

### 個人
- 全国高等学校サッカー選手権大会・優秀選手（2022年）[9]